# Psamatodes
Psamatodes là một chi bướm đêm thuộc họ Geometridae.